# Островня (приток Москвы)
Островня (в верхнем течении — Островка) — река в Одинцовском городском округе Московской области России, правый приток Москвы-реки.
Длина — 16 км, площадь водосборного бассейна — 46,7 км². Берёт начало к югу от станции Петелино Смоленского направления Московской железной дороги. Впадает в Москву-реку в 284 км от её устья, в 4 км выше Звенигорода.
По данным Государственного водного реестра России, относится к Окскому бассейновому округу. Речной бассейн — Ока, речной подбассейн — бассейны притоков Оки до впадения Мокши, водохозяйственный участок — Москва от Можайского гидроузла до города Звенигорода, без реки Рузы (от истока до Рузского гидроузла) и реки Озерны (от истока до Озернинского гидроузла).